# パラクレートス
パラクレートス（ギリシア語: ‘ο Παρακλητος、同ラテン文字転記：Ho Parakletos）は、聖書の語句の一つ。現代ギリシア語ではパラクリトス。
『新約聖書』「ヨハネによる福音書」（14:16、14:26、15:26、16:7）に登場し、日本語の新共同訳聖書では「弁護者」、文語訳聖書、口語訳聖書、新改訳聖書では「助け主」の訳語が用いられている。日本正教会では「慰むる者」といった訳語が当てられている（祈祷文：天の王）。